# Féminisation de la voix
La féminisation de la voix est un ensemble de techniques d'orthophonie appliquées pour mieux correspondre aux standards d'une voix féminine. Elle est utilisée notamment par les femmes trans.

## Concept
La féminisation de la voix sert à prendre un « accent » féminin. En effet, la voix plus grave des hommes est partiellement naturelle, mais provient également d'habitudes sociales décourageant l'utilisation des sons aigus : la féminisation passe donc par un changement de timbre pour passer d'une voix de poitrine à une voix de tête et varier la prosodie pour un ton moins monotone,.
La voix est un indicateur de genre très important, surtout pour les communications téléphoniques où il s'agit du seul indice pour attribuer un genre à son interlocuteur. Dans le cas des femmes transgenres, il s'agit également d'avoir une voix en adéquation avec le reste de sa personne afin de combattre la dysphorie de genre.

## Démographie
Le principal public de la féminisation vocal est celui des femmes trans,, dont la voix n'est pas affectée par la prise d'hormones si elles ont transitionné après la puberté, mais de nombreuses femmes cisgenres suivent également ces thérapies, notamment si leur voix a été rendue rauque par le tabagisme.
En 2015, 14 % des femmes transgenres américaines ont suivi une thérapie de la voix au moins une fois dans leur vie. Chez les femmes trans, le public est de plus en plus large (en raison de la démocratisation de la possibilité de faire une transition de genre) et de plus en plus jeune.
Les orthophonistes ne sont généralement pas formés à la féminisation vocale, en dehors de quelques rares formations spécialisées.

## Techniques

### Entraînements et orthophoniste
Il est possible de fréquenter un orthophoniste pour féminiser son élocution et changer de timbre. La thérapie dure le plus souvent entre 6 mois et 4 ans, et s'accompagne d'exercices quotidiens à faire chez soi.
Le travail consiste en de nombreux exercices de diction, dont le glissando. Un autre exercice est de trouver la bonne gestuelle buccale pour éviter d'avoir une voix de fausset. Plus tard, les personnes faisant une féminisation vocale peuvent s'entraîner sur des textes plus longs et dans différents contextes de la vie quotidienne.
Chez soi, les exercices incluent la production de sons intérieurs comme « mmmm » et « gnnn », tenir des voyelles sur une hauteur continue, énoncer des syllabes à différentes hauteurs et produire des intonations montantes en fin de phrase.

### Chirurgie
Dans certains cas, la rééducation vocale ne suffit pas et la chirurgie est une possibilité, le plus souvent en deuxième intention. Plusieurs opérations permettent d'atteindre un résultat : la cricothyropexie pour tendre les cordes vocales et la laryngoplastie endoscopique qui les raccourcit. La cricothyropexie change le timbre sans la voiler, contrairement à la laryngoplastie endoscopique,. On peut aussi joindre les cordes vocales par glottoplastie de Wendler,. La chirurgie peut donner un timbre de voix métallique et peu de femmes trans y font appel.
Dans le cadre des féminisations vocales en raison de tabagisme, la polypectomie peut être indiquée.
Dans tous les cas, la chirurgie sert à rendre la voix plus haute, mais ne la féminise pas à elle seule, puisque la féminisation de la voix repose essentiellement sur les intonations et expressions. Les chirurgies réduisent la tessiture et sont souvent incompatibles avec le chant.

## Limites
Les entraînements sont difficiles et il faut les pratiquer avec beaucoup de rigueur pour voir une différence, ce qui requiert une motivation très importante.

## Masculinisation de la voix
Pour les personnes transmasculines, le traitement hormonal par prise de testostérone suffit à entraîner une mue naturelle. Il peut y avoir un travail d'orthophonie en parallèle, souvent plus facile,. Pour les hommes trans ne souhaitant pas prendre d'hormones, le travail orthophonique est également utile.